# Banderilla
Banderilla är en ort i Mexiko.   Den ligger i kommunen Banderilla och delstaten Veracruz, i den sydöstra delen av landet, 230 km öster om huvudstaden Mexico City. Banderilla ligger 1 500 meter över havet och antalet invånare är 15 757.
Terrängen runt Banderilla är lite bergig, och sluttar österut. Runt Banderilla är det mycket tätbefolkat, med 3 369 invånare per kvadratkilometer. Närmaste större samhälle är Xalapa, 6,8 km söder om Banderilla. I omgivningarna runt Banderilla växer huvudsakligen savannskog.